# Frank Borzage
Frank Borzage (Salt Lake City, Utah, 1894. április 23. – Los Angeles, Kalifornia, 1962. június 19.) kétszeres Oscar-díjas amerikai rendező.

## Életrajz
Frank édesapja Luigi Borzaga az Osztrák–Magyar Monarchia észak-itáliai tartományából, Trientből származott. Kőfaragóként néha Svájcba is átjárt dolgozni, ahol megismerkedett későbbi feleségével, Maria Ruegg-gel. Az 1880-as években Pennsylvaniába emigráltak, ahol 1883-ban össze is házasodtak. Első fiúk Henry is ott látta meg a napvilágot. Később a család Salt Lake Citybe költözött, ahol Frank született 1894-ben.
1912-ben Frank Borzage Hollywoodba ment színésznek, ezt a mesterségét 1917-ig gyakorolta, mert később véglegesen átült a rendezői székbe. Első filmjét 1915-ben rendezte The Pitch o’ Chance címmel.
1916-ban feleségül vette a színésznő Rena Rogerst, akitől 1941-ben vált el. Borzage 1962-ben hunyt el 68 éves korában rákban. A kaliforniai Forest Lawn Memorial Parkban helyezték örök nyugalomra.

## Karrier
Borzage a '20-as évek némafilmes korszakának egyik legsikeresebb rendezője volt. Nagy hatással volt rá a német rendező Friedrich Wilhelm Murnau stílusa, aki szintén a Fox stúdiónak dolgozott abban az időben. Első rendezői Oscar-díját 1929-ben nyerte, az első Oscar ceremónián A hetedik mennyországért. Az aranyszobrot a legjobb drámai rendezésért kapta, mert az első évben még két legjobb rendezői díjat adtak át, egyet drámai, egyet pedig komédiai műfajban. Második Oscarját 1932-ben kapta a Rossz lányért, amely már hangosfilm volt.
Borzage gyakran választotta filmjei témájául fiatal szerelmesek balsorsú történetét, de forgatott első világháborús filmet is: (Búcsú a fegyverektől) Ernest Hemingway regényéből. Később több vallásos témájú filmet is rendezett, melyek közül az egyik leghíresebb A nagy halász.
Még Molnár Ferenc A Pál utcai fiúk c. regényét is megfilmesítette, amelynek viszont eltérő címet adott: No Greater Glory, ami annyit tesz Jelentéktelen dicsőség, mely az eredeti mű koncepciójától meglehetősen eltért. A film nem volt sikeres, a mozipénztáraknál is alulteljesített.

## Oscar-díj
- Oscar-díj
  - 1929 díj: legjobb rendező - A hetedik mennyország
  - 1932 díj: legjobb rendező - Rossz lány

## Jelentősebb filmjei
- 1959 - A nagy halász (The Big Fisherman) rendező
- 1941 - Billy a kölyök (Billy the Kid) rendező
- 1940 - Repülési utasítás (Flight Command) rendező, producer
- 1940 - Különös rakomány (Strange Cargo) rendező
- 1938 - Három bajtárs (Three Comrades) rendező
- 1938 - A kísértés órája (The Shining Hour) rendező
- 1937 - Próbakisasszony (Mannequin) rendező
- 1934 - Little Man, What Now? (Mi lesz veled, emberke?), rendező
- 1934 - A Pál utcai fiúk (No Greater Glory) rendező
- 1932 - Búcsú a fegyverektől) (A Farewell to Arms) rendező
- 1931 - Rossz lány (Bad Girl) rendező
- 1928 - Street Angel rendező
- 1927 - A hetedik mennyország (The Seventh Heaven) rendező

## Fordítás
- Ez a szócikk részben vagy egészben  a   Frank_Borzage című angol Wikipédia-szócikk fordításán alapul.  Az eredeti cikk szerkesztőit annak laptörténete sorolja fel. Ez a jelzés csupán a megfogalmazás eredetét és a szerzői jogokat jelzi, nem szolgál a cikkben szereplő információk forrásmegjelöléseként.

## További információ
- Frank Borzage a PORT.hu-n (magyarul)
- Frank Borzage az Internetes Szinkronadatbázisban (magyarul)
- Frank Borzage az Internet Movie Database-ben (angolul)
- Frank Borzage a Rotten Tomatoeson (angolul)